# 尼古拉·叶戈利切夫
尼古拉·格里戈里耶维奇·叶戈利切夫，（俄语：Никола́й Григо́рьевич Его́рычев；1920年5月3日—2002年2月16日），苏联党和国家领导人、外交官。曾任苏共莫斯科市鲍曼区委第二、第一书记；苏共莫斯科市委第二、第一书记；苏联驻丹麦、阿富汗特命全权大使等职务。

## 生平
- 1920年5月3日出生于莫斯科省孔策沃区斯特罗吉诺村的一个农民家庭。
- 1938年-1941年，莫斯科鲍曼高等技术学院装甲系学习。
- 1941年-1946年，苏联红军服役，参加莫斯科保卫战、库尔斯克会战和解放基辅战役。1942年加入联共（布）。1945年任驻德乌克兰第一方面军司令部第八师特别通信部队少尉排长。
- 1946年-1950年，共青团莫斯科鲍曼高等技术学院团委委员、书记。
- 1950年-1954年，联共（布）莫斯科鲍曼高等技术学院党委书记。
- 1954年-1956年，苏共莫斯科市鲍曼区委书记、第二书记。
- 1956年-1960年，苏共莫斯科市鲍曼区委第一书记。
- 1960年5月-1961年2月，苏共中央机关巡视员。
- 1961年2月-1962年11月，苏共莫斯科市委第二书记。
- 1962年11月-1967年6月，苏共莫斯科市委第一书记。期间，1962年11月-1966年4月，苏共中央俄罗斯苏维埃联邦社会主义共和国主席团委员。
- 1967年6月-1970年4月，苏联拖拉机和农业机械制造部副部长。
- 1970年4月-1984年5月，驻丹麦特命全权大使。
- 1984年5月-1987年，苏联畜牧业和饲料生产机械工程部副部长。
- 1987年-1988年3月，苏联工商会主席团第一副主席。
- 1988年3月-10月，驻阿富汗特命全权大使。
- 1988年10月起退休。曾担任国际科学技术联盟俄罗斯院士协会顾问，并积极参与退伍军人运动。
- 2005年2月16日于莫斯科逝世，葬于特罗耶库罗夫公墓。

叶戈利切夫是苏共21-23大代表、第19次代表会议代表；第22-23届中央委员；第6-7届苏联最高苏维埃联盟院代表。

## 荣誉
- 列宁勋章
- 一级卫国战争勋章
- 两次红星勋章
- 荣誉勋章
- 各民族人民友谊勋章
- 勇敢奖章
- 保卫莫斯科奖章
- 攻克柏林奖章
- 解放布拉格奖章
- 纪念列宁诞辰一百周年奖章
- 1941-1945年伟大卫国战争战胜德国奖章